# اوبر-رام‌اشتات
شهر اوبر-رام‌اشتات (به آلمانی: Ober-Ramstadt) در ایالت هسن در کشور آلمان واقع شده‌است.